# Real Audiencia de Canarias

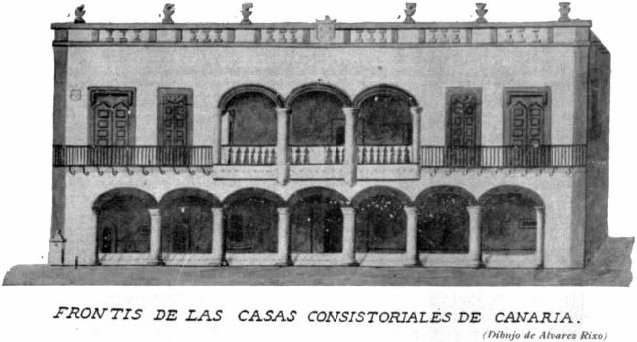
Casas Consistoriales de Canaria en un dibujo del de Álvarez Rixo.

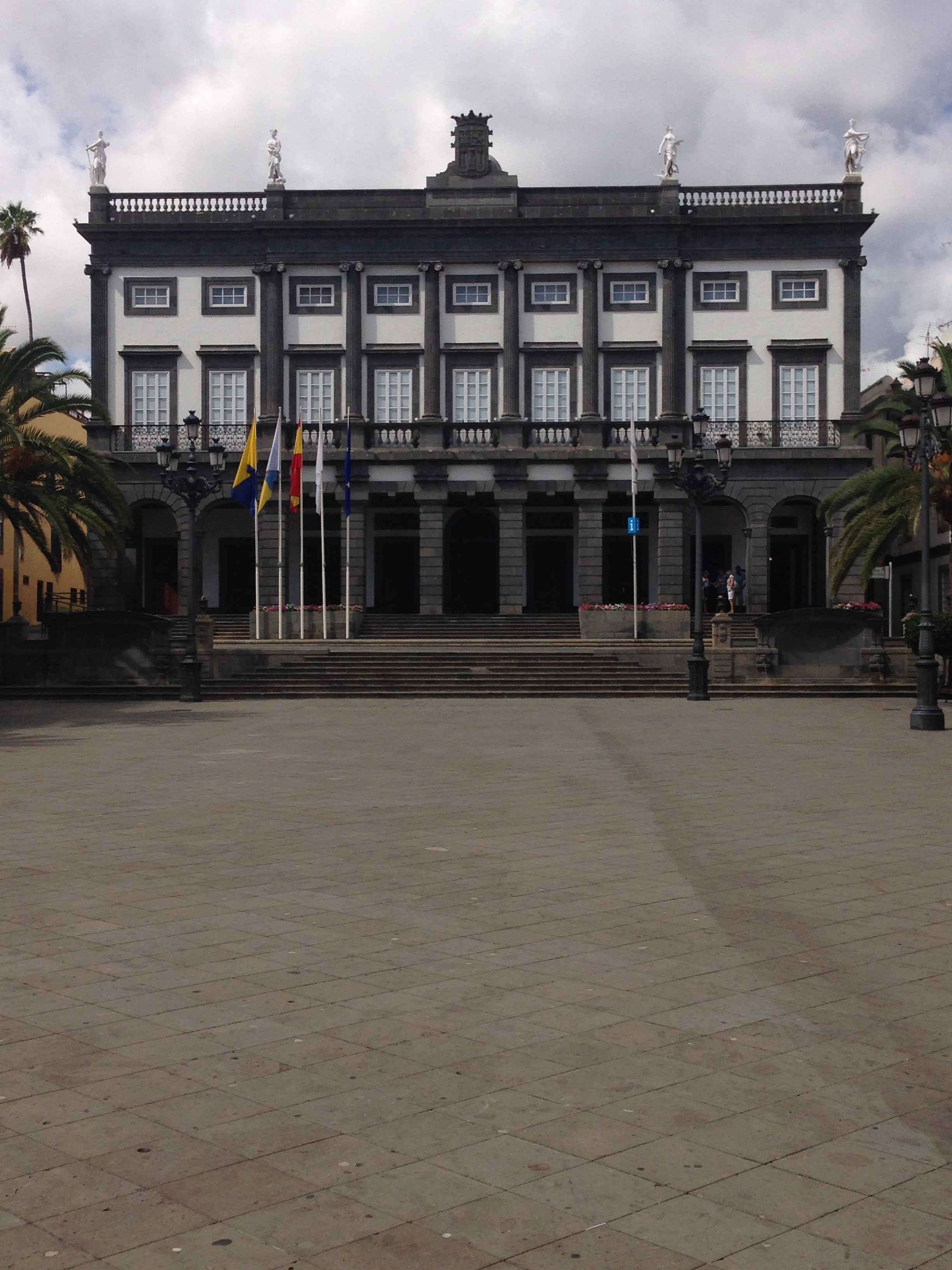
Actual edificio del Ayuntamiento de Las Palmas de Gran Canaria que se encuentra donde estuvieron las Casas Consistoriales.

La Real Audiencia de Canarias fue un órgano judicial de la Corona de Castilla establecido en Gran Canaria por Carlos I de España en 1526. Tenía competencias judiciales en asuntos civiles y criminales, pero no tenía competencias de gobierno. Se constituyó como tribunal de apelación y no conocía asuntos en primera instancia, al igual que la Real Audiencia de los Grados de Sevilla, constituida un año antes, y que sirvió como modelo para crear ésta. Estaba presidida por el capitán general, aunque sus funciones eran prácticamente nulas pues solo podía usar la influencia de su cargo para adelantar o retrasar procesos; quienes dictaban sentencia y atendían los casos eran los regentes y los oidores.  
Físicamente, el tribunal se encontraría en las antiguas Casas Consistoriales de Las Palmas de Gran Canaria, edificio que se perdió en 1842 por un desastroso incendio. Actualmente, en el mismo solar, se encuentra el edificio antiguo y neoclásico del Ayuntamiento de Las Palmas de Gran Canaria.  

## Historia
Fue creada por Carlos I mediante una real carta de fundación expedida en la ciudad de Granada el 7 de diciembre de 1526, en la que se manifiesta que:

residan en la isla de Gran Canaria tres juezes, tales quales por Nos sean nonbrados... para que todos tres juntamente conozcan de los pleitos e causas que ante ellos vinieren de los vezinos de las dichas islas en grado de apelación o suplicación, hasta en la quantia e segun que en esta nuestra carta sera declarado e no de otra manera.

Uno de los objetivos era «organizar administrativamente el archipiélago»; es decir, las facultades que terminó poseyendo no se limitaron a los asuntos civiles (apelaciones) y criminales, como se esperaba en un principio, sino que también intervendrá en el gobierno insular, a pesar de no amparar esta facultad 
A lo largo de la historia de esta institución judicial, se intentó una y otra vez su traslado. Sin embargo, solo permanecería en otras localizaciones cuando era imposible su estancia en su sede primigenia, la ciudad de Las Palmas. Es así que durante sendas ocasiones el Cabildo de la isla de Tenerife dirige al Monarca, por medio del Consejo, diferentes peticiones con las que pretendían lograr el traslado a San Cristóbal de La Laguna en 1548, 1602, 1630, 1632, 1636 y 1772.
Aunque de iure el capitán general fue una figura solicitada por la propia Real Audiencia por la inseguridad que sentía con respecto a la ejecución de la defensa del Archipiélago, este terminó siendo una institución que chocó de lleno con el organismo judicial. Fue un obstáculo, tanto como para que desapareciera entre 1593 a 1629, cuando la situación se agrava. El título de Comandante General, adoptado oficialmente en 1723, implicaba que su titular debía residir en la isla de Gran Canaria para presidir el tribunal de las islas. Sin embargo, esto no siempre se cumplió. Según recoge José D. Dugour en 1875, ya en 1661 el General Hurtado Don Gerónimo de Benavente y Quiñones, primer ocupante del cargo, obtuvo el privilegio de elegir su lugar de residencia, alternando entre La Laguna y Santa Cruz de Tenerife gracias a una licencia que le permitía establecerse donde considerara más conveniente.
Todo esto se debe a que, según José de Viera y Clavijo, en 1638: "Tenerife era la más poblada de las Canarias, la que suministraba casi todos los pleitos que ocupaban al tribunal, la que yace en el centro de las siete, la más rica, la más necesaria, la más fuerte".
Funcionó como tribunal hasta 1834, cuando, con la imposición del Liberalismo, las reales audiencias fueron suprimidas, y sus competencias fueron absorbidas por las Audiencias Territoriales. En su caso, la Real Audiencia de Canarias pasó a ser la Audiencia Territorial de Las Palmas de Gran Canaria, cuya sede se trasladaría, pocos años antes del incendio de la Casas Consistoriales de 1842, al edificio donde se encontraba el Tribunal del Santo Oficio y, más adelante al antiguo convento de San Agustín en 1865, del que solo queda su iglesia. Este último será hasta la actualidad el Palacio de Justicia de la ciudad.